# Colorful (9nine單曲)
《colorful》是日本女子組合9nine的第13張單曲，於2013年2月6日由SME Records發售。

## 概要
本單曲是9nine於2013年發行的首張單曲，當中A面曲《colorful》被起用為《STAR DRIVER 閃亮的塔科特》電影版《STAR DRIVER THE MOVIE》的主題曲，該電影的監製五十嵐卓哉評價此曲為「充滿疾走感的爽快歌曲，能夠給人們力量」。

## 收錄曲
1. colorful [4:34]
作詞：U-ka，作曲：巴川貴裕（日语：Integral Clover），編曲：飛內將大
2. 溫柔的雨（やさしい雨） [4:17]
作詞：Akuru Kagi，作曲：Yumi Moriguchi，編曲：h-wonder（日语：h-wonder）
3. 少女旅行者 (tofubeats remix) [5:25]
4. colorful (Instrumental) [4:30]
5. 溫柔的雨 (Instrumental)

## 初回特典
DVD
- 初回生產限定盤A
  - 『9nine Oneman Live"野音之9nine"@日比谷野外大音樂堂/2012.8.19』Live映像（『9nineワンマンライブ"野音の9nine"@日比谷野外大音楽堂/2012.8.19』ライブ映像）
    1. koizora
    2. 流星之吻
    3. 走吧、走吧!
- 初回生產限定盤B
  - 『9nine Oneman Live"野音之9nine"@日比谷野外大音樂堂/2012.8.19』Live映像
    1. 9nine o'clock
    2. 困惑Confuse
    3. SHINING☆STAR
- 期間限定初回仕樣盤（豪華STAR DRIVER盤）
  - 「colorful」 Music Video

其他特典
- 9nine成員Wide Cap貼紙（只限期間生產初仕樣盤）
- 交換卡片（全6種）
- 優先預購2013年3月10日Oneman Live『Sun Plaza之9nine』公演門票

## 商業合作
| 曲名     | 商業搭配                                                          |
| -------- | ----------------------------------------------------------------- |
| Colorful | 《STAR DRIVER 閃亮的塔科特》電影版《STAR DRIVER THE MOVIE》主題曲 |

## 外部連結
- YouTube上的9nine 『colorful』（僅限日本國內瀏覽）
- SME Records介紹網站
  - 初回生產限定盤A（页面存档备份，存于）
  - 初回生產限定盤B（页面存档备份，存于）
  - 通常盤（页面存档备份，存于）
  - 期間限定初回仕樣盤（豪華STAR DRIVER盤）（页面存档备份，存于）